# Vinica (Slowakei)
Vinica (bis 1948 slowakisch „Nekyje“, bis 1927 auch „Nekynce“; deutsch Ninik, ungarisch Ipolynyék, älter auch Nyék) ist eine Gemeinde im Okres Veľký Krtíš zirka 24 Kilometer südwestlich des Hauptortes Veľký Krtíš am Rand des Talbeckens der Ipeľ im Süden der Slowakei, nahe der Grenze zu Ungarn.
Die heutige Gemeinde entstand am 8. Dezember 1905 durch den Zusammenschluss der Orte Dolné Nekyje, Horné Nekyje und Kostolnica. Auch die Ansiedlung Leklinec, welche nordöstlich der Gemeinde liegt, gehört zum Ort.
1135 wurde der Ort auf einer Liste von König Béla II. erwähnt und 1156 zum ersten Mal schriftlich eine Siedlung mit dem Namen Nek verzeichnet. 1351 wurde schon zwischen Also Nyek és Felseö Nyek – d. h. zwischen einem unteren und einem oberen Ortsteil – unterschieden.
Bis 1918 gehörte die Gemeinde im Komitat Hont zum Königreich Ungarn (dort war es Sitz einer Stuhlbezirksverwaltung) und kam dann zur neu entstandenen Tschechoslowakei. Durch den Ersten Wiener Schiedsspruch kam sie von 1938 bis 1945 kurzzeitig wieder zu Ungarn.
Die Bevölkerung lebt hauptsächlich von der Landwirtschaft, der Viehzucht und vom Weinbau und besteht überwiegend aus Magyaren – etwa 12 % der Einwohner bekennen sich zur slowakischen Nationalität.

## Bevölkerung
| Jahr                | 1994 | 2004    | 2014    | 2024    |
| ------------------- | ---- | ------- | ------- | ------- |
| Anzahl der Personen | 1976 | 1927    | 1826    | 1748    |
| Unterschied         |      | −2,47 % | −5,24 % | −4,27 % |

| Jahr                | 2023 | 2024    |
| ------------------- | ---- | ------- |
| Anzahl der Personen | 1759 | 1748    |
| Unterschied         |      | −0,62 % |

## Sehenswürdigkeiten
- katholische Kirche von 1846, 1887 umgebaut
- spätbarockes Kastell der Familie Teleki von 1780 mit klassizistischen Elementen
- klassizistisches Kastell der Familie Haydin aus dem 19. Jahrhundert